# Winthemia madecassa
Winthemia madecassa är en tvåvingeart som beskrevs av Louis-Paul Mesnil 1949. Winthemia madecassa ingår i släktet Winthemia och familjen parasitflugor. Inga underarter finns listade i Catalogue of Life.